# Rogério Oliveira da Silva
Rogério Oliveira da Silva (Nobres, 13 januari 1998) - alias Rogério - is een Braziliaans voetballer die doorgaans als linksback speelt. Hij verruilde US Sassuolo in augustus 2023 voor VfL Wolfsburg.

## Clubcarrière
Rogério speelde in de jeugd van SC Internacional. US Sassuolo haalde hem in februari 2016 naar Italië, om hem vijf maanden later door te verkopen aan Juventus. Dat verhuurde hem in augustus 2017 weer aan Sassuolo. Rogério debuteerde op 5 november 2017 in de Serie A, tegen AC Milan. Hij speelde dat seizoen dertien competitiewedstrijden, waarna Sassuolo hem nog een jaar huurde. Deze keer met een koopoptie. Rogério speelde in 2018/19 vervolgens 33 speelronden, waarvan 29 als basisspeler. Hij maakte op 7 april 2019 zijn eerste doelpunt in het betaald voetbal, de 1–1 uit bij Lazio (eindstand 2–2). Sassuolo nam hem in juli 2019 definitief over van Juventus.
Rogério speelde in totaal zes seizoenen voor Sassuolo. Hij miste in zijn eerste jaar in vaste dienst vier maanden vanwege fysieke ongemakken. Dat was vooral te wijten aan een meniscusblessure. Daarna was hij opnieuw drie seizoenen een vaste waarde in het team. Hij speelde in 2022/23 op-twee-na alle speelronden in de Serie A. Hij was in bijna allemaal basisspeler. Zijn ploeggenoen en hij werden in zowel 2019/20 als 2020/21 achtste, één plaats onder de plekken die recht gaven op kwalificatie voor de Europa League.
Rogério tekende in augustus 2023 voor vier jaar bij VfL Wolfsburg, de nummer acht van de Bundesliga in het voorgaande seizoen. Dat betaalde circa 6 miljoen euro voor hem aan Sassuolo.

## Clubstatistieken
| Seizoen | Club          | Competitie | Competitie | Competitie | Beker | Beker | Internationaal | Internationaal | Totaal | Totaal |
| Seizoen | Club          | Competitie | Wed.       | Dlp.       | Wed.  | Dlp.  | Wed.           | Dlp.           | Wed.   | Dlp.   |
| ------- | ------------- | ---------- | ---------- | ---------- | ----- | ----- | -------------- | -------------- | ------ | ------ |
| 2017/18 | Juventus      | Serie A    | —          | —          | —     | —     | —              | —              | 0      | 0      |
| 2017/18 | → US Sassuolo | Serie A    | 13         | 0          | 1     | 0     | —              | —              | 14     | 0      |
| 2018/19 | → US Sassuolo | Serie A    | 33         | 1          | 2     | 0     | —              | —              | 35     | 1      |
| 2019/20 | US Sassuolo   | Serie A    | 15         | 1          | 2     | 0     | —              | —              | 17     | 1      |
| 2020/21 | US Sassuolo   | Serie A    | 28         | 0          | 1     | 0     | —              | —              | 29     | 0      |
| 2021/22 | US Sassuolo   | Serie A    | 23         | 0          | 1     | 0     | —              | —              | 24     | 0      |
| 2022/23 | US Sassuolo   | Serie A    | 36         | 0          | 1     | 0     | —              | —              | 37     | 0      |
| 2023/24 | VfL Wolfsburg | Bundesliga | 1          | 0          | 1     | 0     | —              | —              | 2      | 0      |
| Totaal  | Totaal        | Totaal     | 149        | 2          | 9     | 0     | 0              | 0              | 158    | 2      |

Bijgewerkt t/m 9 september 2023.

## Interlandcarrière
Rogério speelde in diverse Braziliaanse nationale jeugdselecties. Hij kwam met Brazilië –17 uit op het WK –17 van 2015 en met Brazilië –20 op het Zuid-Amerikaans kampioenschap –20 van 2017.